# Plutodes joiceyi
Plutodes joiceyi är en fjärilsart som beskrevs av Louis Beethoven Prout 1928. Plutodes joiceyi ingår i släktet Plutodes och familjen mätare. Inga underarter finns listade i Catalogue of Life.